# The Funeral Orchestra
The Funeral Orchestra är en svensk musikgrupp som spelar en extrem och långsam form av doom metal. Gruppen bildades 2002 och är vid sina framträdanden klädda i svarta kåpor och guldmasker. De har släppt sina album via skivbolagen NWN! Productions, Aftermath Music och Parasitic Records.

## Medlemmar
Nuvarande medlemmar
- Priest I (Nicklas Rudolfsson aka Terror) – gitarr, sång
- Priest II – basgitarr
- Priest III – slagverk

## Diskografi
Demo
- Demo 2002 (2002)
- Necronaut (2002)
- Slow Shalt Be the Whole of the Law (2002)
- Abysmal Funeral (2002)
- We Are the End (2003)

Studioalbum
- Feeding the Abyss (2003)
- Slow Shalt Be the Whole of the Law (återutgivning 2006)
- Negative Evocation Rites (2020)

EP
- ODO (7″ vinyl, 2008)

Singlar
- "Den mörka shamanens glöd" (2015)

Annat
- The Northern Lights II (delad 12" vinyl med Ocean Chief, 2010)